# Abraham Olano Manzano
Abraham Olano Manzano (Anoeta, 22 de gener de 1970) va ser un ciclista espanyol, que fou professional entre 1992 i 2002.
Va començar a destacar l'any 1994. Dies després de la Volta a Catalunya es va informar que havia donat positiu per cafeïna durant la disputa de la primera etapa que havia guanyat. Un cop confirmada la contraanàlisi, se'l va sancionar amb la pèrdua de la seva victòria, que va anar a parar a mans d'Alex Zülle, i amb 10 minuts a la classificació general. També va ser sancionat amb 3 mesos de suspensió.
Va ser campió del món en ruta (1995) i de contrarellotge (1998), sent el primer ciclista de la història a aconseguir el doblet.
També destacà a les grans voltes: va guanyar la Volta a Espanya (1998) i fou segon en una altra (1995), va pujar dues vegades al podi del Giro d'Itàlia (1996 i 2001) i quedà tres vegades entre els deu primers al Tour de França (amb la quarta posició de 1997 com a millor posició). En total va guanyar sis etapes a la Volta a Espanya i una al Tour de França, totes elles en contrarellotge.
Olano també va guanyar tres edicions del Campionat d'Espanya, una en ruta (1994) i dues en contrarellotge (1994 i 1998), la medalla de plata en contrarellotge dels Jocs Olímpics d'Atlanta i diverses voltes per etapes d'una setmana, com el Tour de Romandia (1996) i la Tirrena-Adriàtica (2000).
És un antic director tècnic de la Volta a Espanya.

## Palmarès
- 1991
  - 1r al Tour d'Hainaut
- 1992
  - 1r al Gran Premi de Villafranca de Ordizia
  - 1r a la Volta al Bidasoa
- 1994
  -  Campió d'Espanya en ruta
  -  Campió d'Espanya de contrarellotge
  - 1r a la Clàssica d'Alcobendas
  - 1r a la Volta a Astúries i vencedor d'una etapa
  - Vencedor d'una etapa de la Volta a Catalunya[3]
- 1995
  -  Campió del món de ciclisme en ruta
  - 1r a la Pujada al Naranco
  - Vencedor de 3 etapes de la Volta a Espanya
- 1996
  - 1r al Tour de Romandia i vencedor de 2 etapes
  - 1r a la Volta a Galícia i vencedor d'una etapa
  - 1r al Circuit de l'Aulne
- 1997
  - 1r a l'Euskal Bizikleta i vencedor d'una etapa
  - 1r al Gran Premi Eddy Merckx
  - Vencedor d'una etapa del Tour de França
  - Vencedor d'una etapa de la Volta a Astúries
  - Vencedor d'una etapa de la Dauphiné Libéré
  - Vencedor d'una etapa de la Volta a Burgos
- 1998
  -  Campió del món de CRI
  -  Campió d'Espanya de contrarellotge
  -  1r a la Volta a Espanya i vencedor d'una etapa
  - 1r a la Volta a La Rioja
  - 1r a l'Euskal Bizikleta
  - 1r a la Volta a Burgos i vencedor d'una etapa
  - 1r al Gran Premi Eddy Merckx (amb Chente García Acosta)
  - Vencedor d'una etapa de la Volta al País Basc
  - Vencedor d'una etapa de la Volta a Galícia
- 1999
  - 1r a la Volta a Burgos i vencedor d'una etapa
  - Vencedor d'una etapa de la Volta a Espanya
  - Vencedor d'una etapa de la Volta a Astúries
  - Vencedor d'una etapa de l'Euskal Bizikleta
- 2000
  - 1r a la Tirrena-Adriàtica i vencedor d'una 1 etapa
  - 1r a la Volta a la Comunitat Valenciana i vencedor d'una 1 etapa
  - 1r al Critèrium Internacional
  - Vencedor d'una etapa de la Volta a Espanya
- 2001
  - 1r a la Clàssica d'Alcobendas

### Resultats a la Volta a Espanya
- 1994. 20è de la classificació general
- 1995. 2n de la classificació general. Vencedor de 3 etapes.  Porta el mallot groc durant 2 etapes
- 1997. Abandona (7a etapa)
- 1998.  1r de la classificació general. Vencedor d'una etapa
- 1999. Abandona (14a etapa). Vencedor d'una etapa.  Porta el mallot groc durant 7 etapes
- 2000. 19è de la classificació general. Vencedor d'una etapa.  Porta el mallot groc durant 1 etapa
- 2001. 64è de la classificació general

### Resultats al Tour de França
- 1993. Abandona (2a etapa)
- 1994. 30è de la classificació general
- 1996. 9è de la classificació general
- 1997. 4t de la classificació general. Vencedor d'una etapa
- 1998. Abandona (11a etapa)
- 1999. 6è de la classificació general
- 2000. 34è de la classificació general
- 2002. 78è de la classificació general

### Resultats al Giro d'Itàlia
- 1996. 3r de la classificació general.  Porta la maglia rosa durant 1 etapa
- 2001. 2n de la classificació general